# Guerrilla Radio
Guerrilla Radio is een single van de Amerikaanse rockband Rage Against the Machine. Het is de eerste single van het album The Battle of Los Angeles, uitgebracht in 1999. Guerrilla Radio kreeg een Grammy Award voor Best Hard Rock Performance.
Het doel van de single is een statement te maken over de democratie in de VS, die te verwaarlozen zou zijn.

## Tracks
1. "Guerrilla Radio"
2. "Without a Face (Liveversie)"

## Trivia
- Dit nummer is een van de tracks in het spel Tony Hawk's Pro Skater 2.